# Pierre Vernier
Pierre Vernier   (Ornans, 19 d'agost de 1584 - Ornans, 14 de setembre de 1638) fou un matemàtic francès, inventor d'instruments de mesura de precisió. És conegut i epònim a causa de la invenció l'any 1631 de l'Escala Vernier utilitzada per a fer instruments de mesura de gran precisió, com són el peu de rei, el pàlmer o el sextant.

## Biografia
Pierre Vernier va tenir com a pare a un jutge i enginyer que en les seves estones lliures no és estrany que fos la principal influència en l'estudi de les ciències per al jove Vernier. Des de molt jove va entrar al servei del rei Carles I d'Espanya i va assolir el grau de capità administrador de la plaça forta d'Ornans. Va exercir diversos llocs en el govern d'Espanya al servei del rei. Va ascendir a canceller i director general de moneda del comtat de Burgundia. L'any 1631 va anar a la ciutat de Brussel·les on es va establir.

## Obra
L'única obra de Vernier és la que li ha proporcionat més fama: La Construction, l'usage, et les propriétés du quadrant nouveau de mathématiques (Construcció, ús i propietats del nou quadrant de matemàtiques) (1631).